# Схевенингенская система
Не следует путать со Схевенингенским вариантом Сицилианской защиты.
Схевенингенская система — система проведения шахматных соревнований, при которой каждый член одной группы участников играет со всеми членами другой группы. Получила название от турнира 1923 года в голландском городе Схевенингене, где она была впервые применена.

## Порядок проведения
Схевенингенская система применяется как в турнирах, где зачет очков личный, так и в матчах с командным зачетом. При этом все участники одной группы (или команды) играют только с участниками другой группы (команды), не встречаясь между собой. Очередность игры с партнерами и цвет фигур определяются жеребьевкой согласно таблице.
Рассмотрим пример проведения соревнований по схевенингенской системе между командами А и В. Участники команд имеют постоянные порядковые номера: для А - от I до VI, для В - от 1 до 6. В первом туре путём жребия определяется какая команда играет на всех досках белыми. Встречаются участники, имеющие одинаковые номера. Во втором туре команда А играет на всех досках черными. Происходит сдвижка номеров: противником №I становится №2 и т.д., а №VI - №1. В третьем туре опять меняются цвета и происходит очередная сдвижка номеров, и.т.д. (см. таблицу).
| 1 тур   | 2 тур   | 3 тур   | 4 тур   | 5 тур   | 6 тур   |
| А - В   | А - В   | А - В   | А - В   | А - В   | А - В   |
| I - 1   | I - 2   | I - 3   | I - 4   | I - 5   | I - 6   |
| II - 2  | II - 3  | II - 4  | II - 5  | II - 6  | II - 1  |
| III - 3 | III - 4 | III - 5 | III - 6 | III - 1 | III - 2 |
| IV - 4  | IV - 5  | IV - 6  | IV - 1  | IV - 2  | IV - 3  |
| V - 5   | V - 6   | V - 1   | V - 2   | V - 3   | V - 4   |
| VI - 6  | VI - 1  | VI - 2  | VI - 3  | VI - 4  | VI - 5  |

## Применение
Схевенингенская система удобна для проведения товарищеских и тренировочных встреч. Также использовалась при проведении международных матчей и в ряде других соревнований. В СССР применялась в турнирах на звание мастера, в которых мастера играли против кандидатов.